# Yara (Name)
Yara ist ein weiblicher Vorname.

## Herkunft und Bedeutung
Der Name Yara kann persischer oder brasilianischer Herkunft sein.
Der persische Name یارا yārā [jɑˈɾɑ] bedeutet „Mut, Macht, Fähigkeit“.
Der brasilianische Name Yara [ɪˈa.ɾɐ] ist eine Variante von Iara, was sich aus der Sprache der Tupi-Guarani y-îara ableitet und „Herrin der Wasser“ bedeutet.
Nicht zu verwechseln ist der Name Yara mit dem hebräischen Frauenname יַעֲרָה jaʿᵃrâ „Geißblatt“, „Honigwabe“ oder mit dem slawischen, baskischen oder spanischen Namen Jara.

## Verbreitung

### International
In den Niederlanden nahm die Beliebtheit des Namens Yara in den letzten Jahren beständig zu. Seit 2020 gehört er zu den 10 beliebtesten Mädchennamen (Stand 2021). Auch in der Schweiz (Rang 37, Stand 2020) ist der Name populär.
In Portugal ließ sich in den letzten Jahren ein Wechsel beobachten: Während die Beliebtheit des Namens Iara sank, wurde der Name in der Schreibweise Yara immer häufiger vergeben und ist nun verbreitet (Rang 33, Stand 2018).
In Brasilien ist der Name Yara nicht besonders beliebt und wird überwiegend in den nördlichen Bundesstaaten vergeben. Dagegen ist der Name in der Schreibweise Iara beliebt und wird vor allem im südlichsten Bundesstaat Rio Grande do Sul vergeben. Bei beiden Schreibweisen stieg die Popularität in den letzten Jahren stark an.

### Deutschland
In Deutschland wird der Name seit 2005 immer häufiger vergeben, jedoch kommt er relativ selten vor. Zwischen 2010 und 2022 wurde nur etwa 2800 Mädchen Yara genannt. Als höchste Platzierung auf der geschlechtsübergreifenden Vornamensliste erreichte er im Jahr 2022 Rang 351. Die Hitliste der beliebtesten Mädchennamen behandelt ihn gemeinsam mit dem Namen Jara. So erreichten beide Namen im Jahr 2022 Rang 125 der beliebtesten Mädchennamen, wobei ca. 58 % der Mädchen Yara genannt wurden, während ca. 42 % der Namen Jara trugen.

## Varianten

### Persischer Name
- Spanisch (Lateinamerika): Yaritza, Yaretzi

### Brasilianischer Name
- Portugiesisch: Iara
  - Tupi: Iara, Uiara
- Spanisch (Lateinamerika): Yaritza, Yaretzi

## Bekannte Namensträgerinnen

### Iara
- Iara Capurro (* 1996), argentinische Diskuswerferin und Kugelstoßerin

### Yara
- Yara (* 1983), libanesische Sängerin
- Yara Abdelfattah (* 1993), ägyptische Fußballschiedsrichterassistentin
- Yara Ahmed Abuljadayel (* 1998), saudi-arabische Sprinterin
- Yara Alhogbani (* 2004), saudi-arabische Tennisspielerin
- Yara Amador (* 2001), mexikanische Hürdenläuferin
- Yara Amaral (1936–1988), brasilianische Schauspielerin
- Yara Bernette (1920–2002), brasilianische Pianistin und Musikpädagogin US-amerikanischer Herkunft
- Yara Blümel (* 1974), deutsche Schauspielerin und Synchronsprecherin
- Yara Hassan (* 1982), deutsche Schauspielerin und Musicaldarstellerin syrischer Herkunft
- Yara ten Holte (* 1999), Niederländische Handballspielerin
- Yara Kastelijn (* 1997), niederländische Radrennfahrerin
- Yara van Kerkhof (* 1990), niederländische Shorttrackerin
- Yara Linss (* 1980), deutsch-brasilianische Sängerin, Songwriterin und Komponistin
- Yara Martinez, US-amerikanische Schauspielerin
- Yara Mekawei (* 1987), ägyptische Klangkünstlerin und Komponistin
- Yara Monteiro (* 1979), portugiesische Schriftstellerin
- Yara Nijboer (* 1992), niederländische Handballspielerin
- Yara Pilartz (* 1995), französisch-libanesische Schauspielerin
- Yara Shahidi (* 2000), US-amerikanische Schauspielerin